# Wistowa
Wistowa (ukrainisch Вістова; russisch Вестовая Westowaja, polnisch Wistowa) ist ein Dorf in der ukrainischen Oblast Iwano-Frankiwsk mit etwa 1200 Einwohnern (2001).

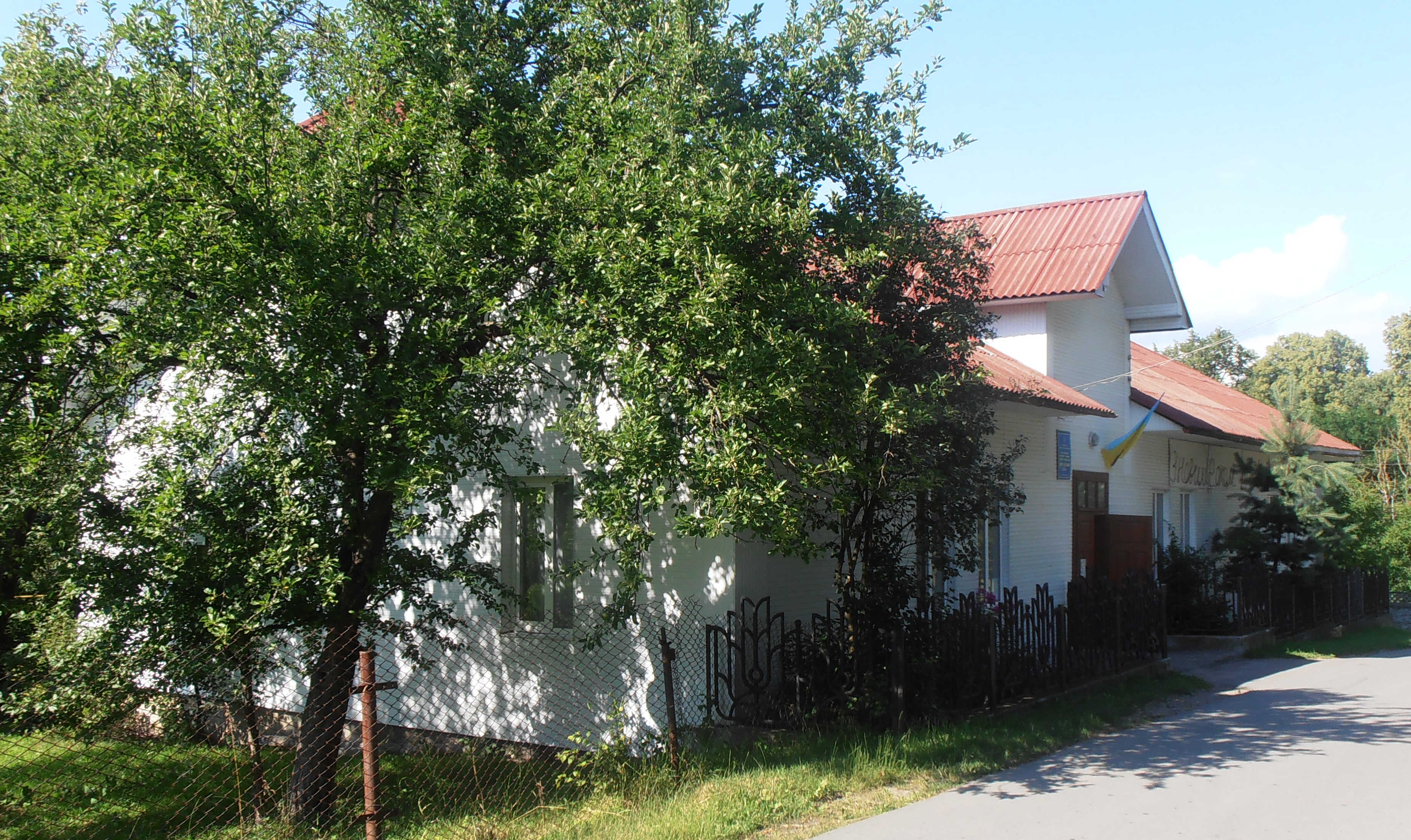
Volkshaus in Wistowa

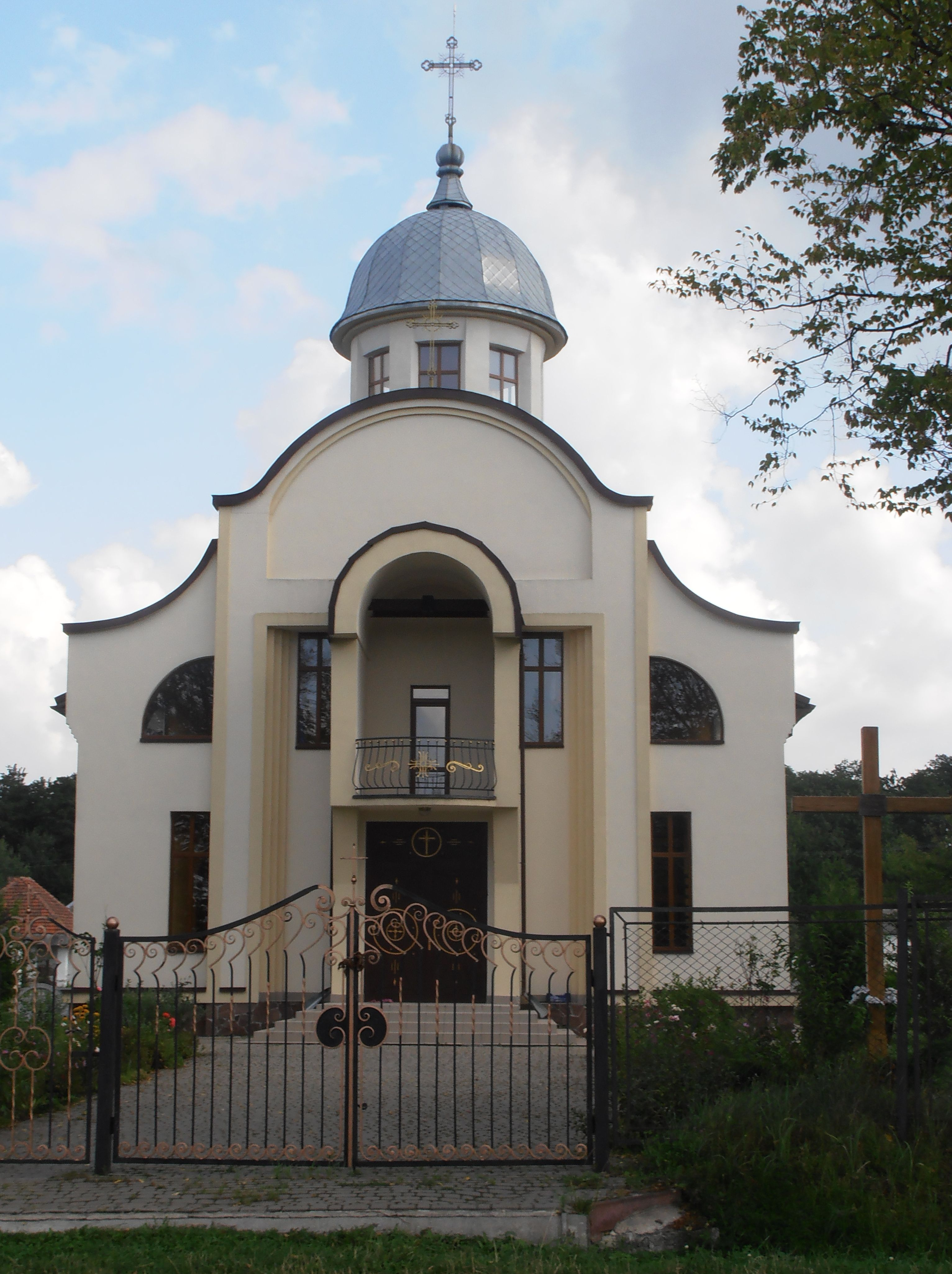
Griechisch-katholische Dorfkirche

Das erstmals 1785–1788 schriftlich erwähnte Dorf (eine andere Quelle nennt das Jahr 1460) liegt am rechten Ufer der Limnyzja, einem rechten Nebenfluss des Dnister 10 km östlich vom Rajonzentrum Kalusch und 24 km nordwestlich vom Oblastzentrum Iwano-Frankiwsk und besitzt eine Bahnstation an der Bahnstrecke Stryj–Iwano-Frankiwsk. Durch das Dorf verläuft die Fernstraße N 10.
Am 19. September 2019 wurde das Dorf ein Teil der neu gegründeten Stadtgemeinde Kalusch im Rajon Kalusch, bis dahin bildete es zusammen mit dem Dorf Babyn-Saritschnyj die gleichnamige Landratsgemeinde Wistowa (Вістівська сільська рада/Wistiwka silska rada) im Osten des Rajons.